# Lijst van spelers van Club Deportivo Espoli
Deze lijst omvat voetballers die bij de Ecuadoraanse voetbalclub Club Deportivo Espoli spelen of gespeeld hebben. De namen zijn alfabetisch gerangschikt.

## A
- Jimmy Achilie
- Diego Agüero
- Juan Aguinaga
- Paul Alarcón
- Rodolfo Albornoz
- Franklin Anangonó
- Omar Andrade
- Jaime Araujo
- William Araujo
- Angel Arboleda
- Kener Arce
- Diego Armas
- Nicolas Asencio
- Elvis Ayala
- Julio Ayoví
- Orlindo Ayovi

## B
- Jhonny Baldeón
- Cristian Balseca
- Máximo Banguera
- Cesar Barre
- David Batista
- Édison Bayas
- Franco Bejarano
- Jhose Bermudes
- José Bilibio
- Jesse Biojó
- Jimmy Blandón
- Adrián Bone
- Dario Bone
- Diego Bonelli
- Miguel Bravo
- Robert Burbano

## C
- Javier Cabezas
- Mauricio Cabezas
- Roberto Cabezas
- Jhon Cagua
- Darwin Caicedo
- José Caicedo
- Cristhian Calderón
- Richard Calderón
- Walter Calderon
- Alexis Canario
- Gustavo Cañete
- Reiner Canga
- Rafael Capurro
- Hector Carabali
- Cristian Carnero
- Marcos Castillo
- Segundo Castillo
- Christian Castro
- Lenín Cedeño
- Sergio Cedeño
- José Chamorro
- Ronald Champang
- Jonathan Cobo
- Juan Colamarco
- Diego Córdova
- Rixon Corozo
- Yonnis Corozo
- José Luis Cortéz
- Marvin Cortez
- Walter Cortez
- Manuel Cotera
- Marcelo Couceiro
- Pedro Criban
- Cristian Cuffaro

## D
- Lenin De Jesus
- Alex Del Castillo
- Jorge Diaz

## E
- Washington España
- Eduardo Espinoza
- Jacinto Espinoza
- Pedro Esterilla
- Jose Estrada

## F
- Hector Ferri
- Hernán Ferri
- Fulton Francis
- Santiago Freire

## G
- Édison Gallardo
- Juan Garay
- Carlos Garcia
- Gabriel García
- Leonardo García
- Francisco Gómez
- José Gomez
- Adrián Gorostidi
- José Grijalva
- Carlos Grueso
- Juan Guaman
- Javier Guarino
- Melinton Guerrero
- Juan Guerrón

## H
- Edwin Hurtado

## I
- Miguel Ibarra
- Xavier Intriago

## J
- Cristian Jama
- Jorge Justavino

## L
- Carlos Lara
- Diego Lara
- Fernando Lara
- Luis Lastra
- Mario Lastra
- Alexi Lemos
- Henry León
- Javier Lezcano
- Alfonso Loor
- Gabriel López
- Xavier López
- Jimmy Lozano
- Mario Lozano

## M
- Victor Macias
- Víctor Magnago
- Isaac Maldonado
- Angel Marin
- Christian Márquez
- Marquinho
- Diego Martínez
- Henry Medina
- Líder Mejía
- Onofre Mejia
- Deison Méndez
- Humberto Mina
- Isaac Mina
- Kleiner Mina
- Andrés Minda
- Jorge Mogro
- Carlos Montaño
- Rubén Montaño
- Cristhian Mora
- Carlos Morales
- Santiago Morales
- Carlos Morán
- César Morante
- Fabián Muñoz

## N
- Freddy Nazareno

## O
- Alfonso Obregón
- Cristian Ojeda
- Benito Olivo

## P
- Daner Pachi
- Joffre Pachito
- César Padilla
- Cesár Paredes
- Diego Paredes
- Carlos Pazmino
- Wellintong Peñaherrera
- Cristian Penilla
- Johnny Perez
- Martín Perezlindo
- Ezequiel Petrovelli
- Gene Pico
- Fernando Pierucci
- Lenín Porozo
- Carlos Preciado

## Q
- Carlos Quillupangui
- Jeison Quiñónes
- Luis Quiñónes
- Carlos Quinonez
- Estuardo Quiñónez
- Javier Quiñónez
- Michael Quiñónez
- Simón Quiñónez
- Ives Nicolás Quintana

## R
- Rolando Ramírez
- Richar Reasco
- Daniel Reascos
- Fábio Renato
- Luis Renteria
- Maximo Rivera
- Wagner Rivera
- Juan Rochi
- Alcides Rodas
- Marlon Rodríguez

## S
- Lisandro Sacripanti
- Roger Saltos
- Manuel Sanhouse
- Jorge Santafe
- José Santana
- Fernando Screpis
- Roger Silva
- David Solari
- Andrés Soriano
- Eddy Suárez

## T
- Rommel Tapia
- Luis Tenorio
- David Toledo
- Martín Troncoso
- Esteban Troya

## V
- Angel Valencia
- Luis Antonio Valencia
- Modesto Valencia
- Víctor Valle
- Darío Vargas
- Raúl Vargas
- Paolo Velasteguí
- Danny Vera
- Edwin Villafuerte
- José Vizcaíno
- Nectali Vizcaino

## Y
- Gabriel Yepez

## Z
- Jasson Zambrano
- Richard Zambrano
- Jairon Zamora
- Wilmer Zumba